# Svend Bjerg
Svend Bjerg (født 25. april 1942, død 30. december 2020) var en dansk teolog og lektor i systematisk teologi ved Københavns Universitet. Han blev dr.theol. i 1981 på disputatsen "Den kristne grundfortælling" om narrativ teologi.
Bjerg døde 30. december 2020 af lungebetændelse og svækkelse efter Parkinsons sygdom.

## Forfatterskab
- Bjerg, Svend (1984, 1981). Den kristne grundfortælling: studier over fortælling og teologi. Forlag: Aros. ISBN 87-7003-409-5.
- Profane prædikener. Forlaget Anis; ISBN 978-87-7457-459-0
- Gud først og sidst - Grundtvigs teologi - en læsning af Den Christelige Børnelærdom. Forlaget Anis; ISBN 978-87-7457-543-6
- Den gyldne harpe - poetisk teologi i Davids og Grundtvigs salmer. Forlagat Alfa; ISBN 978-87-7115-018-6
- Tro og erfaring. Forlaget Anis; ISBN 978-87-7457-539-9
- Karen Blixens teologi; ISBN 978-87-7457-594-8
- Fortælling og etik. Gyldendal 1986
- Politiske prædikener – der kunne være holdt og burde holdes. Forlaget Anis; ISBN 978-87-7457-673-0

### På internettet
- Svend Bjerg: "Fra narrativ teologi til erfaringsteologi" (Kritisk Forum nr. 112: Narrativ Teologi; 2008; s. 1-17) Arkiveret 7. januar 2015 hos  Wayback Machine